# 田寮 (臺中市清水區)
田寮，原寫為田藔，是臺灣臺中市清水區的一個傳統地域名稱，位於該區中部偏西南。相較於今日行政區，其範圍大致包括下湳里、田寮里、橋頭里。

## 歷史
台灣清治末期，田寮地區為一街庄，稱為「田藔庄」，隸屬於大肚上堡。該庄北與三塊厝庄為鄰，東及東南與吳厝庄為鄰，南邊及西南邊為牛罵頭街、社口庄，西邊為秀水庄、四塊厝庄。
1901年（日明治三十四年）11月，全台廢縣廳改設二十廳，該庄隸屬於臺中廳。1903年（明治三十六年）6月，該庄編入「三塊厝區」，仍隸屬於臺中廳。1909年（明治四十二年）10月，全台二十廳合併為十二廳，三塊厝區隸屬不變。1920年（大正九年），全台地方制度大改正，該庄改制並雅化為「田寮」大字，隸屬於臺中州大甲郡清水街，大字下有「三塊厝」、「菁埔」、「頂湳子」小字名。
戰後清水街改制為清水鎮，隸屬於臺中縣，大字亦改制為里。1950年10月，中、彰、投分治，清水鎮隸屬不變。2010年12月，隨著臺中縣、市合併為直轄臺中市，清水鎮改制為清水區。

## 聚落
本地區發展較早的聚落有田藔、下湳仔、橋頭等，在日治期初期的官方地圖上已有記載。此外，本地區尚有新街店仔、三甲、土虱甕、下莊仔等聚落。

## 交通
台鐵海線大致以北北東—南南西走向轉東北東—西南西走向經過田寮地區東部及東南部近邊界地帶，境內未設站。北側最近的是台中港車站，屬二等站，僅停靠區間車；南側最近的是清水車站，屬三等站，除少部分自強號不停靠外，其餘各級列車均有停靠。由此等可前往台鐵沿線各站。
省道台1線（中山路、中華路）又稱「縱貫公路」，是台北至屏東楓港的台灣西部傳統平面幹道，大致以北北東—南南西走向轉東北—西南走向經過本地區。由該道路向北北東可前往大甲、苑裡、通霄、後龍等地，向西南繞過清水市區後可前往梧棲、龍井、大肚等地。
省道台10乙線（中山路）是清水至西勢寮的幹道，其西北側端點位於本地區中部省道台1線路口。由此向南南西轉南出境後，可前往牛罵頭街、鹿寮東北端、西勢寮並止於省道台10線路口。
區道中49線（高美路）是高北至清水的道路，其南側端點位於本地區南部近邊界地帶的省道台10乙線路口。由此向西北轉北北西再轉西北出境後，可前往三塊厝西南端、四塊厝、高美並止於西北部王厝聚落北側區道中48線路口。
區道中59線（中央北路）是菁埔至海埔子的道路，大致以東北東—西南西走向經過本地區極北點。由該道路向東北東轉東再轉東南東可前往三塊厝南部省道台1線路口，向西南西轉西南可前往三塊厝西南部、四塊厝、秀水、秀水與大槺榔交界地帶、大槺榔與社口交界地帶、南簡、大庄、鴨母寮、三塊厝、福頭崙東南部的田尾厝並止於區道中62線路口。

## 學校
- 三田國小